# Аврамов, Кинчо
Кинчо Маринов Аврамов (болг. Кънчо Маринов Аврамов; 18 февраля 1941, Голямо-Пештене, Врацкая область, Болгария — 2011) — болгарский скульптор, художник-график, геральдист, медальер, педагог.

## Биография

Проект Герба Болгарии. Авторы Кинчо и Эмиль Аврамовы. 1995 г.

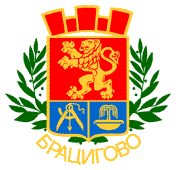
Герб Брацигово

Кинчо Аврамов родился 18 февраля 1941 года в селе Голямо Пештене в Враце. В 1968 окончил скульптурное отделение Высшего института изобразительного искусства (ныне Болгарская национальная художественная академия).
В 1970—1974 — преподаватель Национального училища изобразительного искусства «Илия Петров» в Софии. С 1974 г. — старший ассистент отделения пластики в Национальной художественной академии.
Участник нескольких коллективных и персональных выставок.

## Творчество

Юбилейная монета «150-летие со дня смерти Хаджи Димитра и Стефана Караджа». Автор Кинчо Аврамов. 1988 г.

Автор ряда гербов городов и сёл Болгарии, а также юбилейных и сувенирных монет Болгарии, в том числе:
- 1981 — «1300-летие Болгарии: Христо Ботев и Шандор Петёфи» / «1300 години България: Христо Ботев и Шандор Петьофи» (в соавт.);
- 1985 — «90-летие организованного туризма в Болгарии: Алеко Константинов» /«90 години организиран туризъм в България: Алеко Константинов»;
- 1987 — «150-летие со дня рождения Васила Ле́вского» / «150 години от рождението на Васил Левски» (в съавторство с Тодор Варджиев);
- 1988 — «150-летие со дня смерти Хаджи Димитра и Стефана Караджа» / «120 години от гибелта на Хаджи Димитър и Стефан Караджа»;
- 1988 — «Второй совместный космический полёт СССР — НРБ» / «Втори съвместен космически полет СССР — НРБ»;
- 1989 — «200-летие со дня рождения Василия Априлова» / «200 години от рождението на Васил Априлов»;
- 1989 — «120-летие Болгарской академии наук» / «120 години Българска академия на науките»;
- 1994 — «100-летие гимнастики в Болгарии» / «100 години гимнастика в България» (в соавт.);
- 1998 — «120-летие освобождения Болгарии от османского ига» / «120 години от Освобождението на България от османско робство» (в соавт.);
- 1999 — «Тюлень-монах» / «Тюлен-монах» (в соавт.);
- 2000 — «Ассоциация Болгарии в Европейский союз: Царь Феодор Святослав Тертер» / «Асоцииране на България към Европейския съюз: Цар Тодор Светослав Тертер».

В 1992 г. был награждён II премией на конкурсе создания герба Республики Болгария.
В том же году — II премией на конкурсе создания разменных монет Болгарии.